# Balassovits Lajos
Balassovits Lajos (Gyönk, 1801 – Pest, 1866. február 3.) a pesti evangélikus elemi iskolák igazgatója.

## Élete
Atyja 12 éves korában Pozsonyba vitte iskolába, hol a bölcselet-hittani tanfolyamot is elvégezte, majd Baracskára Pázmándy Károlyhoz ment nevelőnek. 1824. május 21-én Schedius Lajos ajánlatára a pesti evangélikus gyülekezet első elemi oktatójául hívta meg. 1856-ban az elemi iskolát a gimnáziumtól elválasztatották, s az előbbinek lett igazgatója. Halálát agyszélhűdés okozta.

## Munkái
- A. B. C. oskola. Pest, 1826. (Ism. Tud. Gyűjt 1826. VI. 110. l.)
- Német–magyar olvasókönyv. Tanuló ifjuság számára. Két rész. Uo. 1842–43. (I. rész. 2. kiadása. Uo. 1842. 4. kiadás. Uo. 1852. 5. kiad. Uo. 1864. II. rész 2. kiad. Uo. 1852. 3. kiad. Uo. 1856.)